# José Eduardo Carrasco
José Eduardo Carrasco, detto Edo (Coronel, 30 marzo 1972), è un ex calciatore cileno con cittadinanza svizzera, di ruolo centrocampista o difensore.

## Biografia
Ritornato in Ticino nel 2005, ha giocato ancora per qualche anno con i veterani del Lugano, fino al ritiro avvenuto nel 2008 con la vittoria in coppa svizzera seniori.
Fin dall'inizio della sua carriera, Carrasco ha portando avanti contemporaneamente la carriera sportiva e quella lavorativa da operatore sociale. Tra il 1998 e il 2005 ha fatto esperienze molto importanti per la città di Losanna, sviluppando progetti di utilità pubblica con giovani e con le persone in difficoltà. Nella capitale vodese ha creato il concetto di operatore di strada (TSHM, Travail social hors mur) ed ha sviluppato molti progetti in ambito urbano. Ha partecipato alla creazione di SPort'ouverte, del progetto Lausanne s/Mer e di altre interessanti iniziative.
Nel 2005 è tornato in Ticino in qualità di Direttore della Fondazione "Il Gabbiano". Dal 2005 ha sviluppato molti progetti con il Gabbiano ed ha ri-oirientato la missione della Fondazione più verso i giovani e il reinserimento socio-professionale.
Dopo aver frequentato il Liceo 2 di Lugano, Carrasco si è iscritto alla facoltà di Scienze sociali a Losanna nel 1996. Dopo un percorso formativo diversificato che lo ha portato ad ottenere un master in management dello sport ed un certificato in politiche sociali, nel 2008 ha ottenuto un master in management pubblico all'Institut d'hautes études en administration publique (IDHEAP), istituto dell'università di Losanna.
A livello sportivo è istruttore ASF dal 2016 ed ha ottenuto un certificato per svolgere attività con persone diversamente abili e con persone dipendenti. È inoltre nell'organigramma del Lugano dal 2018 come vicepresidente della commissione tecnica del settore giovanile.

## Carriera
Nato a Coronel, nel Cile centrale, il 30 marzo 1972, all'età di 2 anni arriva in Svizzera (a Lamone, nel Canton Ticino) con i genitori costretti a fuggire dalla dittatura di Augusto Pinochet.
Nel 1991, a 19 anni, entra nei ranghi della prima squadra del Football Club Lugano, con cui aveva militato nelle giovanili. Esordisce in Lega Nazionale A nella stagione 1991-1992, il 29 febbraio in trasferta contro il Baden, entrando al 18' e vincendo per 2-0. Segna la sua prima rete il 29 aprile 1995, realizzando al 56' il definitivo 4-1 nella vittoria casalinga sul Basilea alla 29ª di campionato
Uno dei momenti più importanti della sua carriera è la doppia sfida dei trentaduesimi di finale di Coppa UEFA 1995-1996, contro l'Inter. Il Lugano vi era arrivato battendo nel turno preliminare i lussemburghesi dello Jeunesse Esch. Contro i nerazzurri, dei quali era tifoso, Carrasco segna sia all'andata, il 12 settembre 1995 a Cornaredo, pareggiando al 67' il vantaggio nerazzurro di Roberto Carlos, sia al ritorno a San Siro il 26 settembre, eliminando i milanesi con un gol su punizione all'86'. I ticinesi concludono la loro quarta esperienza di sempre nelle coppe europee nel turno successivo, eliminati dai cechi dello Slavia Praga; Carrasco è stato presente due stagioni prima in Coppa delle Coppe, quando i bianconeri erano usciti ai sedicesimi con gli spagnoli del Real Madrid, dopo aver superato nel turno preliminare i bielorussi del Nëman.
Dopo 4 anni con più di 130 presenze e con la vittoria della Coppa Svizzera nel 1992-1993, nell'estate 1996 passa al Losanna, debuttando alla 3ª di campionato il 20 luglio, entrando al 14' della sconfitta per 2-1 in trasferta contro il Grasshoppers. Il 17 agosto, all'8ª di Lega Nazionale A realizza il suo primo gol, quello del momentaneo 3-0 all'80' nel 4-0 interno sul Lugano, sua ex squadra. In biancoblù rimase due stagioni con 58 gare giocate in campionato e un altro successo in Coppa Svizzera, ottenuto alla sua seconda stagione, nel 1997-1998.
Dal 1998 milita in serie B per due anni. Nella stagione 1998-1999 nello Stade Nyonnais, nel 1999-2000 per metà nel Sion. In seguito ha giocato nel 2000 in prima lega nel Bex (dove tornò da fine 2002 all'ottobre 2003), nel 2000-2001 nel Vevey, nel 2001-2002 e per metà della stagione 2002-2003 nell'Epalinges (in qualità di allenatore-giocatore). In fine carriera è passato per due annate nello Stade Lausanne 2 con un gruppo di amici universitari.

## Palmarès

### Club

#### Competizioni nazionali
- Coppa Svizzera: 2

Lugano: 1992-1993
Losanna: 1997-1998